# Christoph Friedrich von Lattorf
Christoph Friedrich von Lattorf (* 7. September 1696; † 3. April 1762 in Kosel) war ein königlich-preußischer Generalleutnant, Ritter des Schwarzen Adlerordens und Kommandant der Festung Kosel, ferner war er Amtshauptmann der Ämter Alt-Stettin und Jasenitz.

## Herkunft
Er war der Sohn von Hans Wilhelm von Lattorff und seiner dritten Frau Katharina Sophie von Hänichen. Der Generalmajor Johann Siegismund von Lattorff war sein jüngerer Bruder. Sein Vater war Erbherr auf Großen-Salza und Klein-Ottersleben.

## Leben
Er wurde zunächst auf Großen-Salza unterrichtet und ging dann zur Universität nach Halle. Auf Anordnung von Leopold von Anhalt-Dessau verließ er diese und ging 1713 in dessen Regiment. Im Pommernfeldzug 1715/1716 war er Fahnenjunker. 
- 1717 wurde er am 20. Juni Fähnrich, am 27. Oktober 1719 Seconde-Lieutenant und 1725 Premier-Lieutenant.
- 1731 wurde er am 13. Juni Stabshauptmann und am 10. März 1734 wirklicher Hauptmann.
- 1740 versetzte ihn am 13. Juni König Friedrich II. als Major zum Infanterie-Regiment Nr. 33 (Persode).
- 1741 bekam er im Lager bei Brandenburg ein eigenes Grenadier-Bataillon. Es wurde aus den Grenadier-Kompanien des Regiments Nr. 33 und des Regiments Nr. 11 (Holstein) gebildet.
- 1742 ging er mit dem Regiment nach Oberschlesien, wo er einquartiert wurde.
- 1743 wurde er am 10. Mai Oberstleutnant, und am 8. November 1745 Oberst und 1746 Kommandeur des Regiments.
- 1748 wurde am 5. November Amtshauptmann von Stettin und Jasenitz.
- 1752 wurde er am 7. Dezember  Vizekommandant von Kosel, Kommandeur des Garnison-Regiments Nr. 6 (Bosse) und bekam zusätzlich 1200 Taler Gehalt.
- 1752 wurde er bereits am 11. Dezember Kommandant von Kosel, und Chef des Garnison-Regiments mit Generalmajorscharakter.
- 1757 verstärkte er sein Regiment mit zwei weiteren Bataillonen. Und schon im Juli 1758 wurde die Festung Kosel von den Österreichern belagert, konnte aber aushalten, bis Friedrich II. im November mit einer Armee unter Fouqué der Entsatz gelang. Kaum war die Armee abgezogen, so versuchten es die Österreicher erneut. Auch dieses Mal konnte Lattorf die Festung verteidigen, bis General Werner Entsatz brachte. Für seinen Einsatz wurde er am 24. November 1758 sowohl zum Generalleutnant ernannt als auch mit dem Schwarzen Adlerorden ausgezeichnet.
- 1760 standen die Österreicher unter General Laudon mit 30.000 Mann erneut vor Kosel. Vom 21. bis zum 24. Oktober schlossen sie den Ring um die Festung und stürmten sie in der Nacht vom 24. auf der 25. Oktober. Wieder hielt die Festung stand und die Österreicher mussten unter Verlusten abziehen, als Entsatz durch von der Goltz kam. Als Belohnung bekam Lattorf im November 1760 eine zusätzliche Pension von 500 Talern. Er starb am 3. April 1762 in Kosel.

Sein Name wurde 1851 auf einer der Ehrentafeln am Reiterstandbild Friedrichs des Großen verewigt.

## Familie
Er war zweimal verheiratet. Seine erste Frau heiratete er im August 1740, es war Louise Wilhelmine von der Schulenburg (1705–1743). Sie war die Tochter von Christian Friedrich von der Schulenburg und Dorothea Stösser Edle von Lilienfeld. 

Seine zweite Frau heiratete er am 5. Mai 1747, es war Albertine Wilhelmiene Herault von Hautcharmoy († 31. Mai 1786), die Tochter des Generalleutnants Heinrich Karl Ludwig Herault de Hautcharmoy. Aus beiden Ehen überlebten keine Kinder.